# Distonía del músico
La  distonia del músico es  un grupo especial de distonías ocupacionales que son desencadenadas por una actividad motora repetitiva, íntimamente relacionada con la actividad profesional o tarea específica que realiza el afectado, en este caso los músicos. Los músicos son una población especialmente vulnerable a este tipo de distonías de presentación focal desencadenada por actividades específicas, que se presentan como una pérdida coordinación y control motor voluntario de movimientos altamente entrenados en la interpretación musical.

## Historia
Se estima que entre 0,5 a 1% de los músicos presentarían este problema; No obstante, esta varía significativamente dependiendo del instrumento ejecutado y las exigencias de interpretación (en especial solistas). Los instrumentistas más frecuentemente afectados son pianistas, guitarristas y violinistas. Sin embargo, si consideramos el universo de músicos por instrumento esto varía, siendo los violines proporcionalmente menos afectados. Con respecto a este punto, podría existir un sesgo, ya que la mayor parte de los violinistas se desempeña como parte de una orquesta, siendo los requerimientos de destreza en la ejecución diferentes a los de un solista. 

## Fisiopatología
Las bases fisiopatológicas de la distonía focal del músico aún no se conocen a cabalidad. Sin embargo, gracias al aporte de estudios neurofisiológicos y de neuroimágenes funcionales, existe creciente evidencia de alteraciones en el procesamiento de información sensorial, integración sensorio-motora, procesos corticales y subcorticales de inhibición, así como también de la influencia de estímulos sensitivos en la excitabilidad cortical asociados a esta patología.

## Clínica
La distonía focal del músico se caracteriza por la aparición de contracción muscular involuntaria, que puede generar dolor y se asocia a pérdida del control motor en movimientos altamente entrenados, durante la ejecución musical en instrumentistas. Es de aparición gradual y progresiva. El examen neurológico tradicional en estos pacientes es usualmente normal, aunque pueden desarrollarse posturas distónicas sutiles espontáneamente o con los movimientos. Las distonía ocupacional suele permanecer focal y no se generaliza.
La edad de inicio promedio se ubica en la cuarta década de la vida, pero existen casos de inicio antes. La distribución por tipo de instrumento, los instrumentos de teclado corresponden un tercio de los casos del total, otro tercio los vientistas (flauta, clarinete y oboe), y cerca de un 20% instrumentos de cuerda pulsada y el porcentaje restante los metales (trompeta, trombón y otros).
Con respecto a la forma de presentación, de acuerdo a un estudio retrospectivo realizado en España que incluyó 86 casos de distonía focal de la mano en músicos, el primer síntoma percibido por los músicos fue descrito como:
- descontrol de los movimientos manuales durante la ejecución,
- enlentecimiento digital,
- tensión o rigidez de la mano o brazo,
- debilidad de la mano,
- temblor digital,
- dolor en la región afectada,
- pérdida de la independencia de los dedos.